# Ons Heemecht
Ons Heemecht (svenska: "Vårt fosterland") är sedan 1895 Luxemburgs nationalsång. Lyriken skrevs av Michel Lentz år 1859 medan själva musiken inte skrevs förrän 1864 av Jean Antoine Zinnen. Sången framfördes offentligt för första gången den 5 juni 1864 i Ettelbruck, en mötespunkt för floden Alzette och bifloden Sauer som båda nämns i nationalsången.
Den första och sista strofen i Ons Heemecht var antagna till Luxemburgs nationalsång år 1895. De blev antagna den 17 juni 1993 som en av de officiella nationella symbolerna (franska: emblèmes nationaux) tillsammans med den nationella flaggan, det nationella riksvapnet och storhertigens födelsedag.
Medan Ons Heemecht är Luxemburgs nationalsång så är De Wilhelmus Luxemburgs hyllningssång för storhertigen. Hyllningssångens rötter kommer från Nederländernas nationalsång, Wilhelmus van Nassouwe.

## Lyriken på originalspråket
(1)
Wou d'Uelzécht durech d'Wisen zéit,
Duerch d'Fielsen d'Sauer brécht,
Wou d'Rief laanscht d'Musel dofteg bléit,
Den Himmel Wäin ons mécht:
Dat ass onst Land, fir dat mer géif
Hei nidden alles won,
Ons Heemechtsland dat mir so déif
An onsen Hierzer dron.
Ons Heemechtsland dat mir so déif
An onsen Hierzer dron
(2)
An sengem donkle Bëscherkranz,
Vum Fridde stëll bewaacht,
Sou ouni Pronk an deire Glanz
Gemittlech léif et laacht;
Säi Vollek frou sech soë kann,
An 't si keng eidel Dreem:
Wéi wunnt et sech sou heemlech dran,
Wéi as 't sou gutt doheem!
(3)
Gesank, Gesank vu Bierg an Dall
Der Äärd, déi äis gedron;
D'Léift huet en treie Widderhall
A jidder Broschts gedon;
Fir, d'Hemecht ass keng Weis ze schéin;
All Wuert, dat vun er klénkt,
Gräift äis an d' Séil wéi Himmelstéin
An d'A wéi Feier blénkt
(4)
O Du do uewen, deen seng Hand
Duerch d'Welt d'Natioune leet,
Behitt Du d'Lëtzebuerger Land
Vru friemem Joch a Leed;
Du hues ons all als Kanner schon
De fräie Geescht jo ginn,
Looss viru blénken d'Fräiheetssonn,
Déi mir sou laang gesinn!
Looss viru blénken d'Fräiheetssonn,
Déi mir sou laang gesinn!
Den officiella nationalsången består endast av strof (1) och (4).

## Lyriken på franska
Översatt av Jean-Claude Muller
(1)
Où l'Alzette arrose champs et prés
La Sûre baigne les rochers;
Où la Moselle, riante et belle
Nous fait cadeau du vin
C'est notre pays pour lequel
Nous risquons tout sur terre;
Notr'chère et adorable patrie
Dont notr'âme est remplie.
Notr'chère et adorable patrie
Dont notr'âme est remplie.
(2)
Dans sa couronne bois sombre
toujours gardée par la paix,
Donc, sans faste et la splendeur cher,
Confortable à l'amour en riant.
Son peuple puisse dire est heureux
Et il n'ya pas de rêves vides:
Comment est agréable mais voici la vie,
dans quelle mesure est-il de la maison.
Comment est agréable mais voici la vie,
dans quelle mesure est-il de la maison.
(3)
Chant, chant, de la montagne et la vallée
La terre, qui nous portait,
Les «amoureux a un écho fidèle
effectué dans chaque sein.
Pour le pays quelque façon que ce soit trop beau
Chaque mot qui sonne hors de lui,
Prendre l'âme comme Himmelstön
Et nos yeux brillants comme le feu.
Prendre l'âme comme Himmelstön
Et nos yeux brillants comme le feu.
(4)
Ô Toi aux cieux qui nuit et jour
Diriges les nations du monde;
Écarte du pays de Luxembourg
L'oppression étrangère
Enfants nous avons reçu de Toi
L'esprit de la liberté;
Permets au soleil de liberté
De luire à tout jamais.
Permets au soleil de liberté
De luire à tout jamais.

## Lyriken på tyska
Översatt av Joseph Groben
(1)
Wo die Alzette durch die Wiesen zieht,
Durch die Felsen die Sauer bricht,
Die Rebe längs der Mosel blüht,
Der Himmel Wein verspricht:
Dort ist das Land, für dessen Ehr
Kein Opfer uns zu schwer,
Die Heimat, die als teures Gut
In unseren Herzen ruht.
Die Heimat, die als teures Gut
In unseren Herzen ruht.
(2)
In seinem dunklen Wälderkranz,
vom Frieden still bewacht,
So ohne Prunk und teuren Glanz,
Gemütlich lieb es lacht.
Sein Volk sich glücklich sagen kann,
Und es sind keine leeren Träume:
Wie heimelig sich’s doch hier wohnt,
wie gut ist’s doch daheim.
(3)
Gesang, Gesang, von Berg und Tal
Die Erd’, die uns getragen,
Die Lieb’ hat einen treuen Widerhall
In jeder Brust getan.
Für die Heimat ist keine Weise zu schön,
Jedes Wort, das aus ihr klingt,
Ergreift die Seel’ wie Himmelstön’
Und unser Auge wie Feuer blinkt.
(4)
O Du dort droben, dessen Hand
Den Völkern gibt Geleit,
Behüt das Luxemburger Land
Vor fremdem Joch, vor Leid!
Als Kind empfingen wir von Dir
Den freiheitlichen Sinn,
Die Freiheitssonne, unsre Zier,
Lass leuchten fernerhin!
Die Freiheitssonne, unsre Zier,
Lass leuchten fernerhin!